# Râul Veljul Negreștilor
Râul Veljul Negreștilor este un curs de apă, afluent al Canalului Colector Criș. 

## Hărți
- Harta munții Apuseni